# Geminaria canalis
Geminaria canalis är en tvåvingeart som först beskrevs av Daniel William Coquillett 1887.  Geminaria canalis ingår i släktet Geminaria och familjen svävflugor. Inga underarter finns listade i Catalogue of Life.